# Osterfeld
Osterfeld è una città tedesca di 2 412 abitanti situata nel land della Sassonia-Anhalt.
Il 1º gennaio 2010 vi sono stati aggregati i comuni di Goldschau, Heidegrund e Waldau.